# Vanacampus
Vanacampus es un género de peces singnatiformes de la familia Syngnathidae.

## Especies
Se reconocen las siguientes especies:
- Vanacampus margaritifer
- Vanacampus phillipi
- Vanacampus poecilolaemus
- Vanacampus vercoi